# Clavogaster novozelandicus
Clavogaster novozelandicus är en svampart som beskrevs av Henn. 1896. Clavogaster novozelandicus ingår i släktet Clavogaster och familjen Agaricaceae.   Inga underarter finns listade i Catalogue of Life.